# Reeuwijk-Dorp
Reeuwijk-Dorp is een dorp behorende tot de gemeente Bodegraven-Reeuwijk in de Nederlandse provincie Zuid-Holland. Het dorp ligt ten noorden van Gouda en ten westen van Reeuwijk-Brug en telt ruim 2000 inwoners. Reeuwijk-Dorp werd rond de 13e eeuw gesticht. Tot de 18e eeuw was Reeuwijk-Dorp de hoofdplaats van de gemeente Reeuwijk, daarna ging het gemeentehuis over naar Reeuwijk-Brug.

## Geografie
Reeuwijk-Dorp is gelegen in de polders tussen Reeuwijk-Brug, Waddinxveen, Gouda en Bodegraven, en is ontstaan aan de kruising van een aantal wegen, die nu de Dorpsweg, Kerkweg en Nieuwdorperweg heten. Deze structuur is nog steeds te herkennen. In de negentiende eeuw heeft een rooms-katholiek complex zich in het dorp gevestigd, met een kerk, klooster, school en landbouwcoöperatie. Hierdoor maakte het dorp in die periode een groei door.
Het klooster is recent verbouwd tot wooneenheden voor alleenstaande senioren. Dit middels een initiatief van Momumentaal Erfgoed Reeuwijk.
In de periode na de Tweede Wereldoorlog is aan de noordwestzijde een kleine nieuwbouwwijk aan het dorp toegevoegd. De meest recente uitbreiding vond plaats aan het einde van de jaren nul van de 21e eeuw in zuidelijke richting.
In en rond het dorp zijn ongeveer tachtig agrarische bedrijven gevestigd.

## Demografie
Reeuwijk-Dorp had op 1 januari 2010 1.865 inwoners. Dit is een flinke toename ten opzichte van eerdere jaren, die vooral verklaard kan worden door de nieuwbouw aan de zuidkant van het dorp. De inwoners wonen verspreid over 640 woningen, die gemiddeld 388.000 euro waard zijn.
96% van de bevolking is autochtoon. 3% bestaat uit westerse allochtonen, 1% uit niet-westerse allochtonen.

## Zie ook

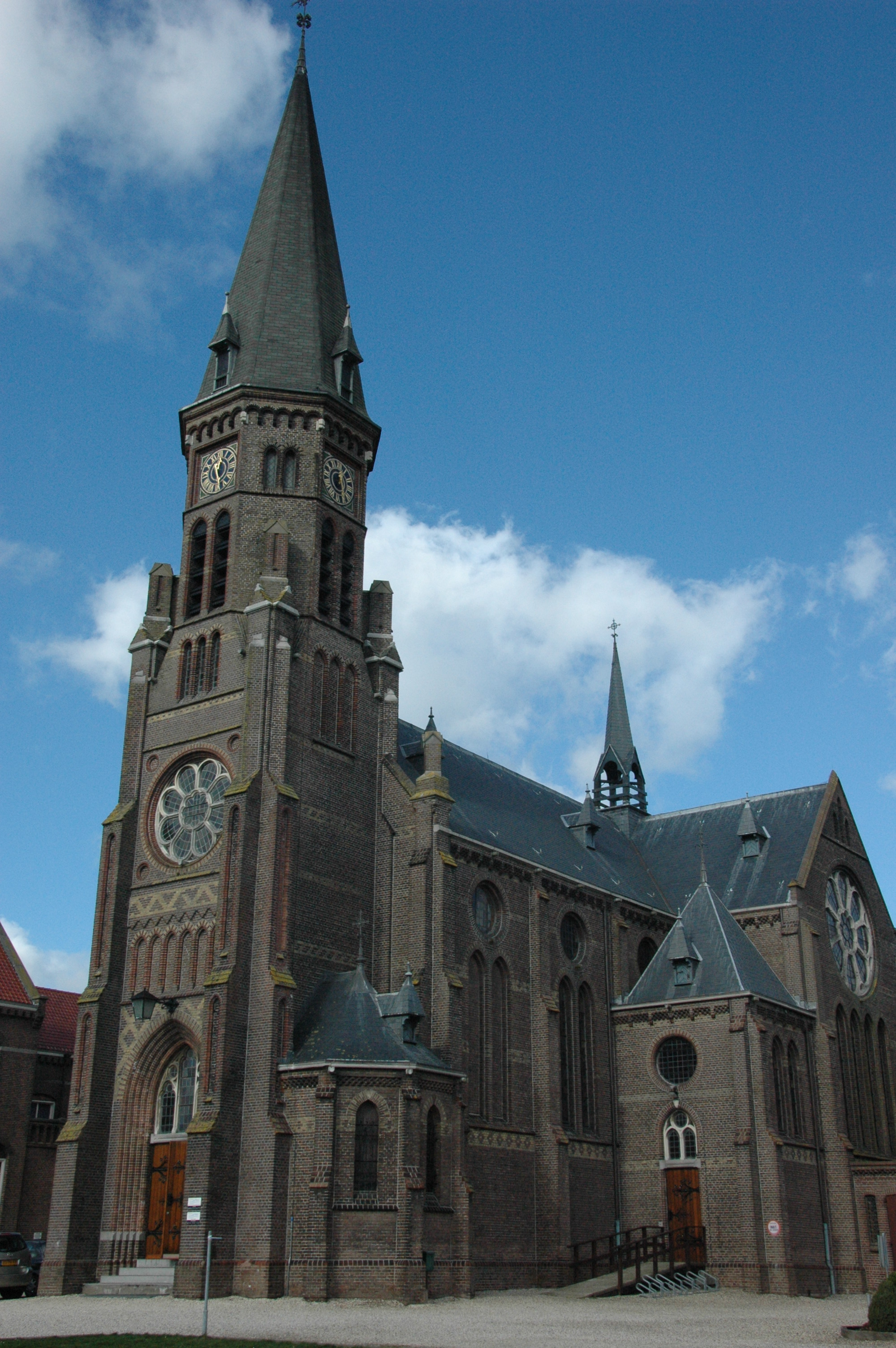
Sint-Petrus en Pauluskerk
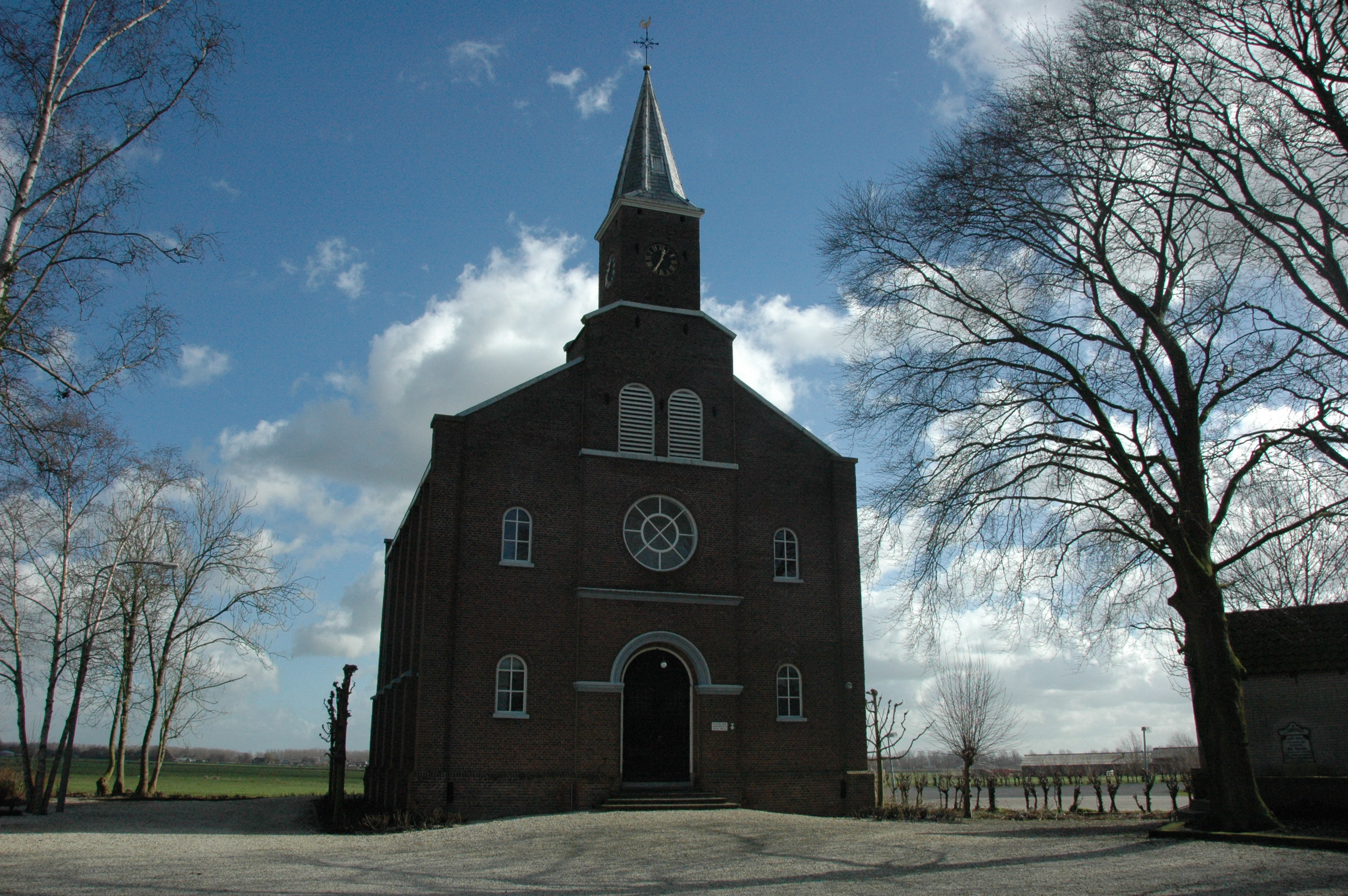
Nederlands Hervormde kerk